# Oleksandr Azackyj
Oleksandr Oleksandrovyč Azackyj  (* 13. leden 1994) je ukrajinský fotbalový obránce a mládežnický reprezentant, který je od léta 2017 hráčem českého klubu FC Baník Ostrava.

## Klubová kariéra
Oleksandr Azackyj je odchovancem SK Metalist Charkov. Na Ukrajině hrál také za FK Dynamo-2 Kyjev a FK Černomorec Oděsa. V létě 2017 přestoupil do Baníku Ostrava.V létě 2018 odešel na hostování do FC Torpedo Kutaisi.